# Gabriel Osvaldo Ruiz
Gabriel Osvaldo Ruiz (Arrecifes, Provincia de Buenos Aires, Argentina; 23 de enero de 1980) es un exfutbolista argentino.
Jugaba como marcador central, aunque también podía desempeñarse como lateral por derecha.
Su primer equipo fue Newell's Old Boys y su último club fue Unión de Sunchales.

## Trayectoria
| Club                        | País      | Año       |
| --------------------------- | --------- | --------- |
| Newell's Old Boys           | Argentina | 1999-2004 |
| Tiro Federal de Rosario     | Argentina | 2004-2006 |
| Libertad                    | Paraguay  | 2006      |
| Unión de Santa Fe           | Argentina | 2007      |
| Gimnasia y Esgrima de Jujuy | Argentina | 2007-2008 |
| FC Haka                     | Finlandia | 2009      |
| Gimnasia y Esgrima de Jujuy | Argentina | 2009-2010 |
| Talleres de Córdoba         | Argentina | 2010-2011 |
| Brown de Puerto Madryn      | Argentina | 2011-2012 |
| Deportivo Maipú             | Argentina | 2012-2013 |
| Argentino de Mendoza        | Argentina | 2013-2014 |
| Tiro Federal de Rosario     | Argentina | 2014      |
| Unión de Sunchales          | Argentina | 2015-2017 |

## Palmarés
| Título             | Club                    | País      | Año  |
| ------------------ | ----------------------- | --------- | ---- |
| Primera B Nacional | Tiro Federal de Rosario | Argentina | 2005 |